# Królestwo zwierząt (film 2010)
Królestwo zwierząt (ang. Animal Kingdom, 2010) – australijski film kryminalny w reżyserii i według scenariusza Davida Michôda.
Obraz otrzymał Wielką Nagrodę Jury dla najlepszego dramatycznego filmu zagranicznego na 2010 Sundance Film Festival.

## Opis fabuły
Siedemnastoletni Joshua, trafia po śmierci rodziców do domu swojej babci, Janine. Wraz z nią mieszkają jej dwaj synowie. Joshua, szybko orientuje się, że rodzina prowadzi działalność przestępczą na dużą skalę. Musi podjąć trudną decyzję: dołączyć do rodzinnego interesu, czy też zostać głównym świadkiem przeciwko najbliższym.
Historia przedstawiona w filmie jest oparta luźno na prawdziwych wydarzaniach które miały miejsce w Melbourne w 1988 roku. Filmowa rodzina została zainspirowała rodziną Pettingillów, prowadzącą kryminalną przestępczość, która również wywołała policyjną strzelaninę na Walsh Street.

## Obsada
- Ben Mendelsohn jako Andrew 'Papież' Cody
- Joel Edgerton jako Barry 'Baz' Brown
- Guy Pearce jako Leckie
- Luke Ford jako Darren Cody
- Jacki Weaver jako Janine 'Smerfetka' Cody
- Sullivan Stapleton jako Craig Cody
- James Frecheville jako Joshua 'J' Cody
- Dan Wyllie jako Ezra White
- Anthony Hayes jako Detektyw Justin Norris
- Laura Wheelwright jako Nicky Henry
- Mirrah Foulkes jako Catherine Brown
- Justin Rosniak jako Detektyw Randall Roache
- Susan Prior jako Alicia Henry
- Clayton Jacobson jako Gus Emery
- Anna Lise Phillips jako Justine Hopper

i inni

## Nagrody i nominacje
2010 Sundance Film Festival
- Wielka Nagroda Jury dla najlepszego dramatycznego filmu zagranicznego − David Michôd

Oscary 2010
- nominacja: najlepsza aktorka drugoplanowa − Jacki Weaver

Złote Globy 2010
- nominacja: najlepsza aktorka drugoplanowa − Jacki Weaver

Nagroda Satelita 2010
- nagroda: najlepsza aktorka drugoplanowa − Jacki Weaver
- nominacja: najlepszy film dramatyczny
- nominacja: najlepszy reżyser − David Michôd